# Reformas prusianas

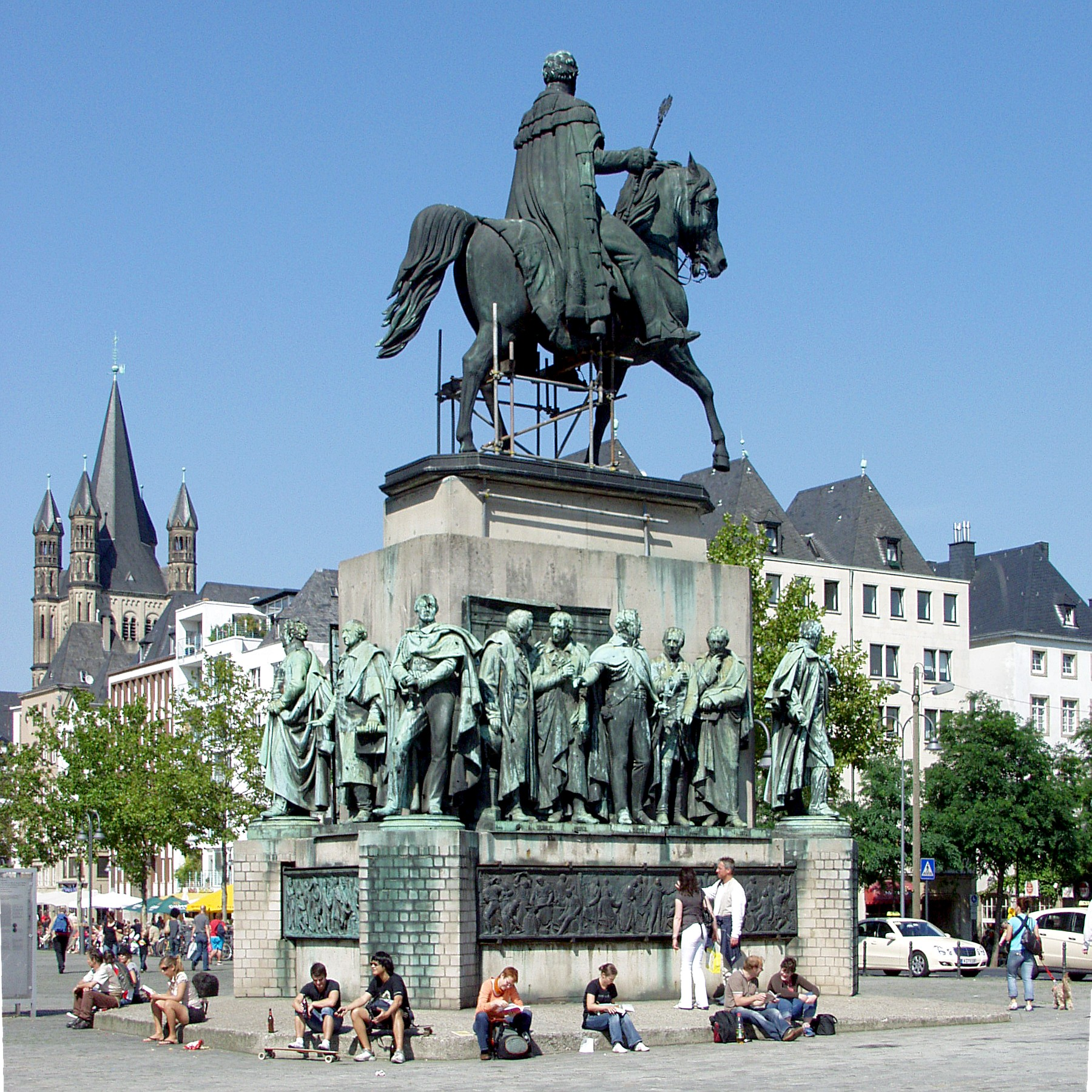
Estatua erigida en Colonia a la gloria de Prusia. A los pies de la estatua de Federico Guillermo III, se dispusieron las estatuas de los grandes reformadores prusianos, tales como Stein, Hardenberg, Schön o incluso Humboldt.

Las Reformas prusianas (en alemán Preußische Reformen o Stein-Hardenbergsche Reformen, por el nombre de sus dos principales instigadores Stein y Hardenberg) se refieren a una reestructuración de inspiración liberal de la administración y del sistema de producción agrícola e industrial de Prusia, llevada a cabo entre 1807 y 1819.
En 1806, Prusia perdió la guerra contra la Francia de Napoleón tras las batallas de Jena y de Auerstaedt. El segundo Tratado de Tilsit de 1807 desmembró el reino, que perdió alrededor de la mitad de su territorio y debió pagar fuertes impuestos de guerra. Esta derrota puso en evidencia las debilidades del modelo de Estado absolutista prusiano y excluyó al reino del círculo de grandes potencias europeas. Era necesaria una racionalización de la administración con el fin de recobrar los márgenes presupuestarios pagando las reparaciones de guerra. Esta modernización de Prusia fue iniciada en 1807 a instigación de dos hombres de Estado. 
Karl Freiherr vom Stein y, después de él, Karl August von Hardenberg fueron los principales dirigentes de la política de reforma que se amplió a varios ámbitos. Con respecto a la agricultura, se abolió la servidumbre y se brindó la posibilidad a los campesinos de convertirse en terratenientes. En la industria, las reformas procuraron favorecer la competencia al suprimir el monopolio de los gremios. La administración fue descentralizada y el poder de la nobleza disminuyó. Se llevaron a cabo otras reformas en paralelo: las reformas militares de Gerhard von Scharnhorst, August Neidhardt von Gneisenau y Hermann von Boyen, o la vasta reforma educativa dirigida por Wilhelm von Humboldt. Gneisenau destacó la coherencia de sus reformas, al considerar que Prusia debía fundarse sobre la "triple potencia de las armas, la ciencia y la constitución".
Si el inicio del período de reformas fue suficientemente identificable, es más difícil asignarle un término preciso. En términos de política constitucional y de la política interna, el año de 1819 marcó una ruptura, incluso en Prusia, donde las aspiraciones constitucionales han dejado espacio a tendencias restauradoras. El balance de las reformas fue matizado con las consecuencias que, a veces, iban en contra de la voluntad inicial de los reformadores. Ciertamente, las reformas agrarias liberaron a los campesinos, pero la liberalización de la tierra condenó a muchos de ellos a la pobreza. La nobleza vio sus privilegios reducidos, pero encuentra un fortalecimiento de su posición. Sin duda, las reformas modernizaron el reino. Algunos, como Heinrich von Treitschke, vio las reformas como el origen de la fundación del Imperio Alemán.

## Razones, fundamentos y objetivos de las reformas

### Situación de Prusia en 1807

#### Lugar de Prusia en la Europa de 1807

Mapa con el territorio prusiano después de Tilsit (en anaranjado).

En 1803, la resolución de mediatización y secularización modificó a profundidad el mapa político y administrativo de Alemania. A favor de los Estados medianos y de Prusia, la reorganización reforzó la influencia de Francia. En 1805, la Tercera Coalición fue formada en la óptica de luchar contra los progresos del dominio francés en Europa. Su ejército fue derrotado en la Batalla de Austerlitz en diciembre de 1805. Triunfante, Napoleón Bonaparte continuó su trabajo de debilitamiento del Sacro Imperio Romano Germánico. El 12 de julio de 1806, promueve la asociación de dieciséis Estados alemanes en la Confederación del Rin, bajo influencia francesa. El 6 de agosto siguiente, Francisco I de Austria es forzado a renunciar a su título de emperador y debió disolver el Sacro Imperio.
Entonces, la influencia francesa se extendió hasta las fronteras de Prusia, situación que no es bien vista por el rey Federico Guillermo III. Animado por el Reino Unido, Prusia puso fin a su neutralidad vigente desde 1795 y denunció la Paz de Basilea. El reino integró la Cuarta Coalición y entró en guerra contra Francia. El 9 de agosto de 1806 se movilizaron las tropas y, dos meses más tarde, el 14 de octubre, el ejército prusiano es derrotado en las batallas de Jena y de Auerstaedt. Prusia se encontró al borde del hundimiento. Tres días después de la derrota, Federico Guillermo III hace pegar afiches en las calles para llamar a los berlineses a la calma. Diez días más tarde, Napoleón hace su ingreso como vencedor a la capital prusiana.

### Situación financiera
La mordaz derrota de 1806 no fue solo el resultado de malas decisiones y el genio militar de Napoleón, sino que también tuvo razones estructurales internas del Estado prusiana. En el siglo XVIII, Prusia había sido el modelo de despotismo ilustrado para el resto de Alemania. Al oeste y al sur, no había un solo Estado o alianza que pudiera desafiarlo. Sin embargo, en la era de Federico II de Prusia, Prusia era un Estado relativamente progresista y orientado a la reforma, comenzando con la abolición de la tortura en 1740.
Las reformas económicas de la segunda mitad del siglo XVIII se basaron en una lógica mercantilista. Tenían que permitir a Prusia un cierto grado de autosuficiencia y darle excedentes suficientes para la exportación. Joseph Rovan enfatiza que:
"El interés del Estado requería que sus súbditos se mantuvieran en buena salud, bien nutridos, y que la agricultura y la manufactura hicieran al país independiente de los países extranjeros, mientras le permitía recaudar dinero exportando excedentes."
El desarrollo económico también tuvo que financiar y apoyar a los militares. La infraestructura de Prusia se desarrolló en forma de canales, carreteras y fábricas. Los caminos conectaban sus regiones periféricas con su centro, las marismas del Óder, Warta y Noteć fueron recuperadas y cultivadas y se desarrolló el cultivo de manzanas.
Sin embargo, la industria seguía siendo muy limitada, con un fuerte control estatal. Los intercambios se organizaron en gremios monopolísticos y las leyes fiscales y aduaneras eran complejas e ineficientes. Después de la derrota de 1806, la financiación de la fuerza de ocupación y las indemnizaciones de guerra pusieron bajo presión la economía de Prusia. Como en el siglo XVIII, las reformas de principios del siglo XIX tenían como objetivo crear márgenes presupuestarios, especialmente en sus esfuerzos hacia el desarrollo económico.

### Situación administrativa y legal
Federico II de Prusia favoreció la reforma económica y política. Su gobierno trabajó en la primera codificación de las leyes de Prusia: el Allgemeines Landrecht für die preußischen Staaten de 19 000 párrafos (literalmente el código legal general para los estados de Prusia). El artículo 22 indicaba que todos sus sujetos eran iguales ante la ley:
"Las leyes estatales unen a todos sus miembros, sin diferencia de estatus, rango o sexo."
Sin embargo, Federico murió en 1786 dejando el código incompleto y fue sucedido por Federico Guillermo II de Prusia, quien extendió la misma estructura administrativa y los mismos funcionarios.
El sistema absolutista comenzó a solidificarse bajo la influencia oscurantista de Johann Christoph von Wöllner, consejero privado de Federico Guillermo II. Las reformas se estancaron, especialmente en el campo de la modernización de la sociedad. La edición del Allgemeines Landrecht se completó en 1792, pero la Revolución francesa llevó a la oposición, especialmente por parte de la nobleza. Luego se retiró de la circulación para su revisión y no volvió a entrar en vigor hasta 1794. Sus objetivos incluían vincular la sociedad estatal y de clase media con la ley y los derechos civiles, pero al mismo tiempo retuvo y confirmó todo estructura del Antiguo Régimen. La servidumbre, por ejemplo, fue abolida en los dominios reales de Prusia pero no en las fincas de los grandes terratenientes al este del río Elba. La nobleza también mantuvo su posición en el ejército y la administración.
En 1797, Federico Guillermo III sucedió a su padre Federico Guillermo II, pero en el momento de su ascenso se encontró con la sociedad dominada por la vieja guardia, aparte de la Allgemeines Landrecht promulgada en 1794. Su propia idea del Estado era absolutista y consideró que el Estado tenía que estar en manos del soberano. Antes de 1806, varios observadores y funcionarios de alto nivel como Heinrich Friedrich Karl vom Stein y Karl August von Hardenberg subrayaron el hecho de que el Estado de Prusia necesitaba una reestructuración. Como Ministro de Finanzas y Economía, Stein implementó algunas reformas, como estandarizar el precio de la sal (entonces un monopolio estatal) y abolir parcialmente los impuestos a la exportación e importación entre los territorios del reino. En abril de 1806, publicó la «Darstellung der fehlerhaften Organisation des Kabinetts und der Notwendigkeit der Bildung einer Ministerialkonferenz» (literalmente Exposición sobre la organización imperfecta del gabinete y sobre la necesidad de formar una conferencia ministerial). En ella, escribió:
"Debería haber una organización nueva y mejorada de los asuntos estatales, a la medida de las necesidades del Estado derivadas de las circunstancias. El objetivo principal es ganar más fuerza y unidad en toda la administración."

### Historia de Prusia
- Bled, Jean Paul. Histoire de la Prusse, Fayard, 2007, ISBN 2-213-62678-2
- Büsch, Otto y Wolfgang Neugebauer (eds): Moderne Preußische Geschichte 1648–1947. Eine Anthologie, 3 volúmenes. Berlin, New York: Walter de Gruyter, 1981, ISBN 3-11-008324-8
- Neugebauer, Wolfgang. Die Geschichte Preußens. Von den Anfängen bis 1947. München: Piper, 2006, ISBN 3-492-24355-X
- Nipperdey, Thomas. Deutsche Geschichte 1800-1866. Bürgerwelt und starker Staat, München, 1998, ISBN 3-406-44038-X
- Straub, Eberhard. Eine kleine Geschichte Preußens. Berlín: Siedler, 2001, ISBN 3-88680-723-1

### Réformas
- Bouvier, René. Le redressement de la Prusse après Iéna, Sorlot, 1941
- Cavaignac, Godefroy. La Formation de la Prusse contemporaine (1806-1813). 1. Les Origines - Le Ministère de Stein, 1806-1808, Paris, 1891
- Craig, Gordon A. Das Scheitern der Reform: Stein und Marwitz. In: Das Ende Preußens. Acht Porträts. 2. Auflage. Beck, München 2001, p.13-38, ISBN 3-406-45964-1
- Hubatsch, Walther. Die Stein-Hardenbergschen Reformen. Darmstadt: Wissenschaftliche Buchgesellschaft, 1989, ISBN 3-534-05357-5
- Gray, Marion W. Prussia in Transition. Society and politics under the Stein Reform Ministry of 1808, Philadelphia, 1986
- Nolte, Paul. Staatsbildung und Gesellschaftsreform. Politische Reformen in Preußen und den süddeutschen Staaten 1800-1820, Frankfurt/New York: Campus-Verlag, 1990, ISBN 3-593-34292-8
- Poizat, Maurice Les Réformes de Stein et de Hardenberg et la Féodalité en Prusse au commencement du XIXe Siècle, Thesis de doctorado en Derecho, Paris, 1901
- Vogel, Barbara. Preußische Reformen 1807-1820, Königstein, 1980

### Aspectos de las reformas
- Dipper, Christof. Die Bauernbefreiunng in Deutschland 1790-1850, Stuttgart, 1980
- Knapp, Georg Friedrich. Die Bauernbefreiung und der Ursprung der Landarbeiter in den älteren Teilen Preußens T. 1: Überblick der Entwicklung, Leipzig, 1887
- Menze, Clemens. Die Bildungsreform Wilhelm von Humboldts, Hannover, 1975
- Ribhegge, Wilhelm. Preussen im Westen. Kampf um den Parlamentarismus in Rheinland und Westfalen. Münster, 2008
- Wehler, Hans-Ulrich. Deutsche Gesellschaftsgeschichte. Erster Band: Vom Feudalismus des alten Reiches bis zur defensiven Modernisierung der Reformära. 1700-1815. München: C.H. Beck, 1987, ISBN 3-406-32261-1
- Winkler, Theodor y Hans Rothfels. Johann Gottfried Frey und die Enstehung der preussischen Selbstverwaltung, Kohlhammer, 1957